# 添田知道
添田 知道（そえだ ともみち、1902年6月14日 - 1980年3月18日）は、日本の演歌師、作家、評論家である。
芸名は-さつき、号は吐蒙（ともう）、啓蒙の逆で「世迷いごとを口にする」の意。

## 人物・来歴
1902年（明治35年）6月14日、添田唖蝉坊の長男として東京に生まれる。幼くして母を亡くし他家へ養子にやられるが、下谷区の万年小学校（学校はなくなったが、現在はその地に台東区立駒形中学校がある）で坂本龍之輔（駒形中学校飛地のグラウンド脇に胸像あり）の世話になり、1914年卒業する。
1916年（大正5年）、日本大学附属中学校（現在の日本大学第一高等学校）中退の後、堺利彦らの売文社に勤め、父の演歌活動に参加、その跡を継いで「添田さつき」の芸名で演歌師となり、『パイノパイノパイ』などの流行歌を作り出す（父・唖蝉坊が知道の演歌を替え歌カバーすることもあった）。浅草の会、素面の会などの世話役を務める。
1927年（昭和2年）より文筆活動を開始し、1940年（昭和15年）、街頭演歌の衰退に伴い文筆に専念、本名で、万年小学校時代の恩師・坂本を主人公とした長編小説『小説 教育者』(全四部)を書き、1942年（昭和17年）、新潮社文芸賞を受賞した。作品は、長谷川伸、吉川英治らから激賞される。受賞の時点では、『小説　教育者』は、第三部までしか書かれていなかった。
戦後は、演歌師の生活などを描いた著作を刊行し、1964年（昭和39年）、『演歌の明治大正史』で毎日出版文化賞受賞。1967年（昭和42年）、『歌と音でつづる明治』の監修で、第9回日本レコード大賞企画賞を受賞。
1980年（昭和55年）3月18日、信州・上田市の安藤病院で食道がんで死去、77歳。「添田知道を偲ぶ会」が、同年5月2日、浅草の伝法院で行われ、竹中労、田谷力三、小沢昭一らが参集した。墓所は小平霊園。
『日本春歌考』は、大島渚監督の同名の映画の着想の元となった。また、浅草・浅草寺の弁天堂鐘楼下には、父・唖蝉坊の碑と知道の筆塚がある。遺稿などは、神奈川近代文学館に寄贈された。
近年、チンドン楽団のソウル・フラワー・モノノケ・サミットが、父・唖蝉坊の楽曲とともに知道の楽曲もレパートリーにしており、CD作品としてもリリースしている（『アジール・チンドン』に「復興節」「東京節」が、『デラシネ・チンドン』に「ストトン節」が収録）。

## 著書
- 『利根川随歩』、三学書房、1941年
- 『人生の奇術』、興亜文化協会、1942年
- 『小説 教育者』（全4部）、錦城出版社、1942 - 47年／玉川大学出版部、1978年
- 『どん底の顔』、興栄社、1948年
- 『流行り唄五十年 唖蝉坊は歌う』、朝日新聞社（朝日文化手帖）、1955年、朝日新書（小沢昭一解説）、2008年
- 『演歌の明治大正史』、岩波新書、1963年、度々復刊
- 『香具師（てきや）の生活』、雄山閣出版、1964年
- 『日本春歌考 庶民のうたえる性の悦び』、光文社カッパブックス、1966年
- 『演歌師の生活』、雄山閣出版、1967年、新版「生活史叢書」、1994年
- 『東京の味』、保育社カラーブックス、1968年
- 『ノンキ節ものがたり』、青友書房、1973年
- 『秘籍江戸文学選 9 春歌拾遺考』、日輪閣、1975年
- 『奥上州の旅 利根の川上随歩』、崙書房、1977年
- 『添田唖蝉坊・知道著作集』（全5巻・別巻1）刀水書房、1982-84年

1. 唖蝉坊流生記 （著・唖蝉坊／解説・荒瀬豊）
2. 浅草底流記 （著・唖蝉坊／解説・小沢昭一）
3. 空襲下日記 （著・知道／解説・荒瀬豊）
4. 演歌の明治大正史 （著・知道／解説・安田武）
5. 日本春歌考 （著・知道／解説・大島渚）
6. 別巻　流行歌明治大正史 （著・知道／解説・小島美子）

『唖蝉坊流生記』、『浅草底流記』が、唖蝉坊のもので、『唖蝉坊流生記』には、知道による父のその後の様子を伝える文章を収録。他は知道の著作で、大島渚の映画『日本春歌考』（1967年公開）の下敷きにはなったが、上記の内容は春歌の収集と考察について書かれたもので、そのままの映画化ではない。
評伝
- 木村聖哉『添田唖蝉坊・知道　演歌二代風狂伝』 リブロポート（シリーズ民間日本学者）、1987年

## 関連事項
- パイノパイノパイ
- 石田一松
- 二村定一
- トニー谷
- ソウル・フラワー・モノノケ・サミット
- 岡大介